# キルメン・ウリベ
キルメン・ウリベ・ウルビエタ（Kirmen Uribe Urbieta, [ˈkiɾmen uˈɾibe], 1970年10月5日 - ）は、スペイン・ビスカヤ県オンダロア出身のバスク語作家。スペインの同世代の中でもっとも評価の高い作家である。

## 経歴
バスク州ビスカヤ県オンダロア生まれ。オンダロアはビスカヤ県の県都ビルバオから1時間ほどの距離にある漁業の町であり、父親はトロール漁船の船員、母親は主婦だった。ウリベはビトリア＝ガステイスのバスク大学(UPV-EHU)でバスク文献学を学び、イタリアのトレント大学で比較文学の修士号を取得した。
2001年には処女詩集『しばらくのあいだ私の手を握っていて』を出版。批評家のヨン・コルタサルによってバスク文学の世界における「静かな革命」と称賛された。この作品でスペイン批評家賞バスク語詩部門を受賞し、初版は１か月かからずに完売した。この詩集はカスティーリャ語（2003年）、フランス語（2006年）、英語（2007年）、カタルーニャ語（2010年）、ロシア語（2010年）に翻訳された。エリザベス・マックリンはバスク語から直接英語に翻訳したが、これはバスク語から英語に直接翻訳されたアメリカ初の商業出版物だとされる。2008年にはアメリカペンクラブが主催するPENアワード翻訳詩部門の最終選考に残った。2008年には処女小説『ビルバオ-ニューヨーク-ビルバオ』を出版し、スペイン批評家賞やスペイン国民小説賞を受賞した。2010年初頭にはカスティーリャ語、ガリシア語、カタルーニャ語に翻訳され、2012年には日本語版が白水社から刊行された。この小説は14カ国語で出版されている。
2012年には小説『ムシェ 小さな英雄の物語』が刊行された。アメリカ・カリフォルニア州のサウサリートにあるヘッドランズ・アートセンター滞在中に草稿が完成し、カスティーリャ語では『Lo que mueve el mundo』という名前で刊行された。2015年に白水社から日本語版が刊行された。

## 受賞
- 2002年 スペイン批評家賞 バスク語詩部門
  - 『しばらくのあいだ私の手を握っていて』
- 2009年 スペイン国民小説賞
  - 『ビルバオ-ニューヨーク-ビルバオ』
- 2009年 スペイン批評家賞 バスク語小説部門
  - 『ビルバオ-ニューヨーク-ビルバオ』

## 邦訳作品
- 『ビルバオ-ニューヨーク-ビルバオ』金子奈美訳、白水社〈白水Uブックス〉、2012年[1]

- 『ムシェ 小さな英雄の物語』金子奈美訳、白水社〈エクス・リブリス〉2015年[3]

## 作品

### 詩集
- Bitartean heldu eskutik (2001), Meanwhile Take My Hand (English edition, 2007). 『しばらくのあいだ手を握っていて』
- Zaharregia, txikiegia agian (Too old, Too Small Maybe, collaboration; 2003)
- Bar Puerto (multimedia project; 2010)

### 小説
- Bilbao-New York-Bilbao (2008)
  - 『ビルバオ-ニューヨーク-ビルバオ』金子奈美訳、白水社〈白水Uブックス〉、2012年
- Mussche (2012) 
  - 『ムシェ 小さな英雄の物語』金子奈美訳、白水社〈エクス・リブリス〉2015年

### 子ども向け本
- Garmendia eta zaldun beltza. 2003, Elkar.
- Ekidazu, lehoiek ez dakite biolina jotzen. 2003, Elkar.
- Ez naiz ilehoria, eta zer?. Elkar.
- Garmendia errege. Elkar.
- Garmendia eta Fannyren sekretua. Elkar.

### エッセイ・評論
- Lizardi eta erotismoa. 1996, Alberdania.

### アンソロジー
- Portukoplak (2006, Elkar)